# Benjamin Huggel
Benjamin Huggel, född 7 juli 1977 i Dornach, är en schweizisk före detta fotbollsspelare. Han spelade främst som defensiv mittfältare. Under sin karriär representerade han Schweiz landslag.

## Klubbkarriär
Huggel påbörjade sin karriär i FC Münchenstein innan han flyttade till FC Arlesheim 1996 där han spelade sina två första säsonger som proffs. 1998 tog han steget upp till FC Basel med vilka han fick visa upp sin talang vid Champions League 2002/2003.
Huggel hade sin hittills kanske bästa säsong 2000/2001 då han gjorde åtta mål på 29 ligamatcher från sin position som mittfältare. En följd av skador satte dock käppar i hjulet för honom och han fick kämpa för att återta sin plats i startelvan. Han var dock med i truppen när de slog ut Liverpool ur Champions League 2002. 2003/2004 var ännu en lyckosam säsong; han gjorde åtta mål på 32 matcher och Basel vann schweiziska ligan och återtog därmed titeln från Grasshopper-Club Zürich.
2005 flyttade Huggel till tyska Eintracht Frankfurt. Hans tid där blev svår, då han inte fick spela från start under en enda av kvalmatcherna till VM i fotboll 2006 och missade hela turneringen efter att ha blivit bestraffad med sex matchers avstängning på grund av att han sparkat en turkisk tränare efter Schweiz vinstmatch mot Turkiet. I april 2007 började han bråka med den turkiske landslagsförsvararen Alpay Özalan (som även han var involverad i bråket mot Schweiz) i en Bundesliga-match och blev därmed avstängd i fyra matcher.
På grund av alla dispyter och bristande prov på fotboll sålde Eintracht Frankfurt i juni 2007 Huggel tillbaka till FC Basel för 400 000 euro.

## Landslagskarriär
Benjamin Huggel hade en tuff inledning på sin tid i landslaget då Schweiz förlorade med 2–0 mot Frankrike i augusti 2003, men fick spela fler matcher, bland annat de två sista kvalmatcherna för laget under kvalet till EM i fotboll 2004 – en 4–1-förlust mot Ryssland och en 2–0-vinst mot Irland.
Han kunde dock inte hjälpa Schweiz att hålla sig kvar i turneringen och de blev utslagna redan i gruppspelet efter förluster mot Frankrike (igen), England och en oavgjord match mot Kroatien.